# 503 (tal)
503 är det naturliga heltal som följer 502 och följs av 504.

## Matematiska egenskaper
- 503 är ett udda tal.
- 503 är ett primtal[1].
- 503 är ett defekt tal.

## Inom vetenskapen
- 503 Evelyn, en asteroid.